# Добровольський Віталій Михайлович
Віта́лій Миха́йлович Доброво́льський — майор Збройних сил України, учасник російсько-української війни.
Станом на лютий 2018 року — командир вертольоту вертолітної ланки вертолітної ескадрильї, в/ч А2595.

## Нагороди
19 липня 2014 року — за особисту мужність і героїзм, виявлені у захисті державного суверенітету та територіальної цілісності України, вірність військовій присязі під час російсько-української війни, відзначений — нагороджений орденом Богдана Хмельницького III ступеня.